# Salvinia
Salvinia Seg. è un genere di felci acquatiche della famiglia Salviniaceae.

## Tassonomia
Comprende le seguenti specie:
- Salvinia adnata Desv.
- Salvinia auriculata Aubl.
- Salvinia biloba Raddi
- Salvinia hastata Desv.
- Salvinia minima Baker
- Salvinia natans (L.) All.
- Salvinia nymphellula Desv.
- Salvinia oblongifolia Martius
- Salvinia radula Baker
- Salvinia sprucei Kuhn